# Ganna Burbelyuk
Ganna Burbelyuk est une joueuse de volley-ball ukrainienne née le 15 juin 1993 à Simferopol. Elle mesure 1,87 m et joue au poste de centrale.

## Clubs
| Club                | De        | À         |
| ------------------- | --------- | --------- |
| VK Severodontchanka | 2007-2008 | 2013-2014 |
| Pribuzhje Brest     | 2014-2015 | 2014-2015 |
| Hapoël Emek Hefer   | 2016-2017 | 2016-2017 |
| VK Almaty           | 2017-2018 | 2017-2018 |
| SK UP Olomouc       | 2019-2020 | …         |

## Palmarès
- Coupe de République tchèque
  - Vainqueur : 2020.
- Coupe d'Ukraine
  - Finaliste : 2013, 2014.
- Championnat d'Ukraine
  - Finaliste : 2014.